# Bratja Miladinowi (Burgas)
Bratja Miladinowi (auch Bratya Miladinovi geschrieben, bulgarisch Братя Миладинови, zu dt. Gebrüder Miladinowi) ist ein zentraler Stadtteil der bulgarischen Hafenstadt Burgas und gehört zur Kernstadt. Der Stadtteil trägt den Namen der Schriftsteller Gebrüder Miladinowi (Dimitar Miladinow (1810–1862), Naum Miladinow (1817–1895) und Konstantin Miladinow (1830–1862)).
Bratja Miladinowi grenzt im Westen mit den Boulevards Todor Aleksandrow und Struga an das Gewerbegebiet Nord und den Stadtteil Slawejkow. Im Osten grenzt Bratja Miladinowi mit dem Boulevard Demokracija an den Stadtteil Lasur. Im Süden grenzt Bratja Miladinowi mit dem Boulevard San Stefano an die Stadtteile Stadtzentrum und Wasraschdane.
1911 spendete der Bugrasser Kaufmann Alexandar Georgiew-Kodschakafalijata 600 Grundstücke in Größe von 180 bis 300 m² für bedürftige bulgarische und armenische Flüchtlinge und die Armen der Stadt, darunter auch Türken und Juden. Der Großteil der Bulgaren waren Flüchtlinge aus Ost- und Westthrakien (thrakische Bulgaren) und Mazedonien (makedonische Bulgaren). Georgiew spendete neben den Grundstücken die Mittel für den Bau von 600 Familienhäuser, für die notwendige Infrastruktur, für die Errichtung der Kirche Sweti Iwan Rilski. Aus diesem Grund wird das Viertel bis heute im Volksmund als Kodschakafalija-Viertel genannt. Der Gesamtbetrag der Spende von Georgiew betrug 25 Millionen Goldlewa und ist die bis dato höchste in Bulgarien getätigte Spende.
Im Stadtteil befinden sich heute die Freie Universität Burgas, das Tourismus-Gymnasium, das Architektur-Gymnasium Kolju Fitscheto, das Technikgymnasium, das Abendgymnasium Wassil Aprilow, die Bratja Miladinowi Grundschule, das Neue Postamt, die Kirche des Heiligen Iwan Rilskis, der Fernsehturm von Burgas und das Velodrom von Burgas.

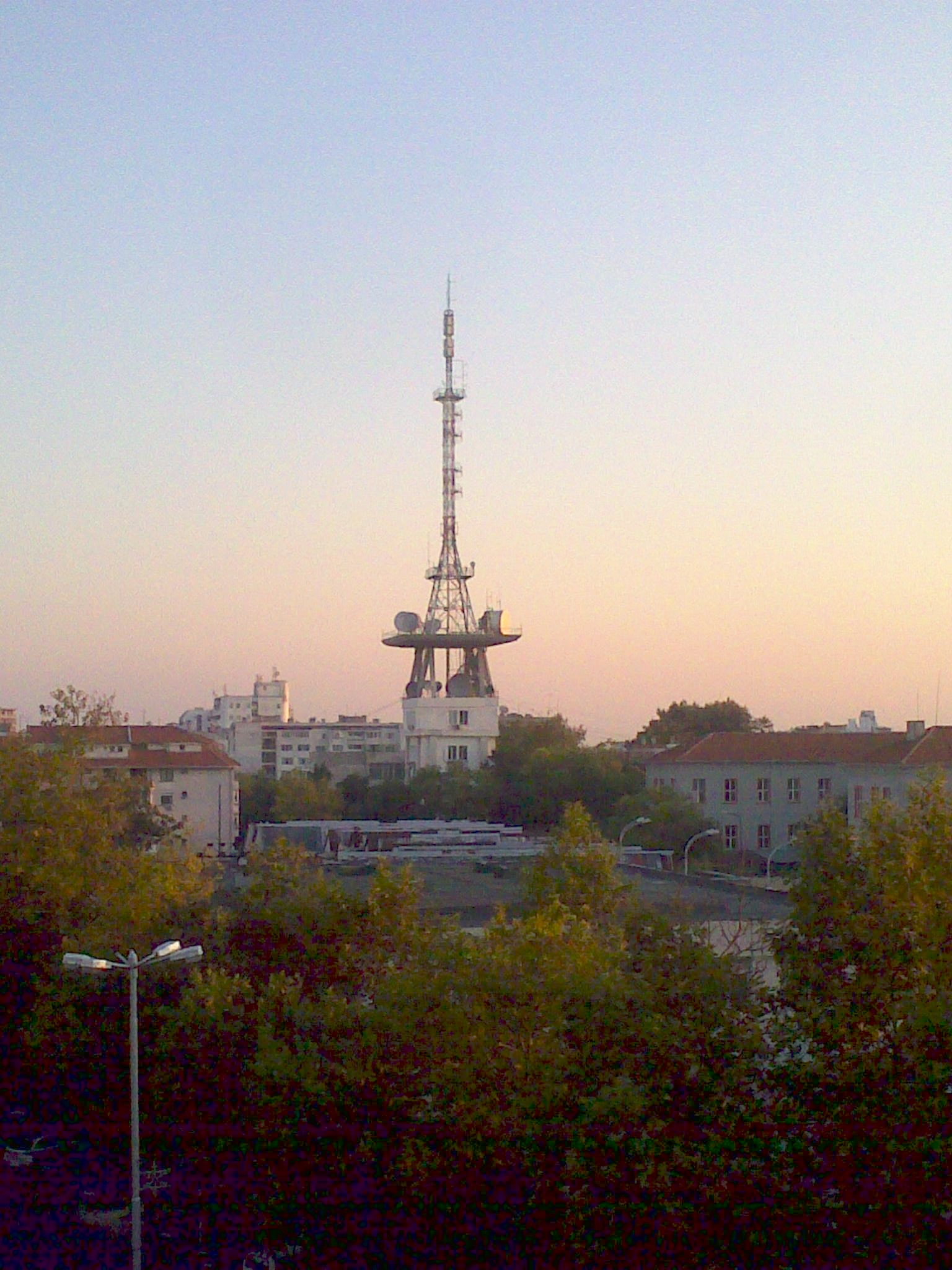
Der Fernsehturm von Burgas
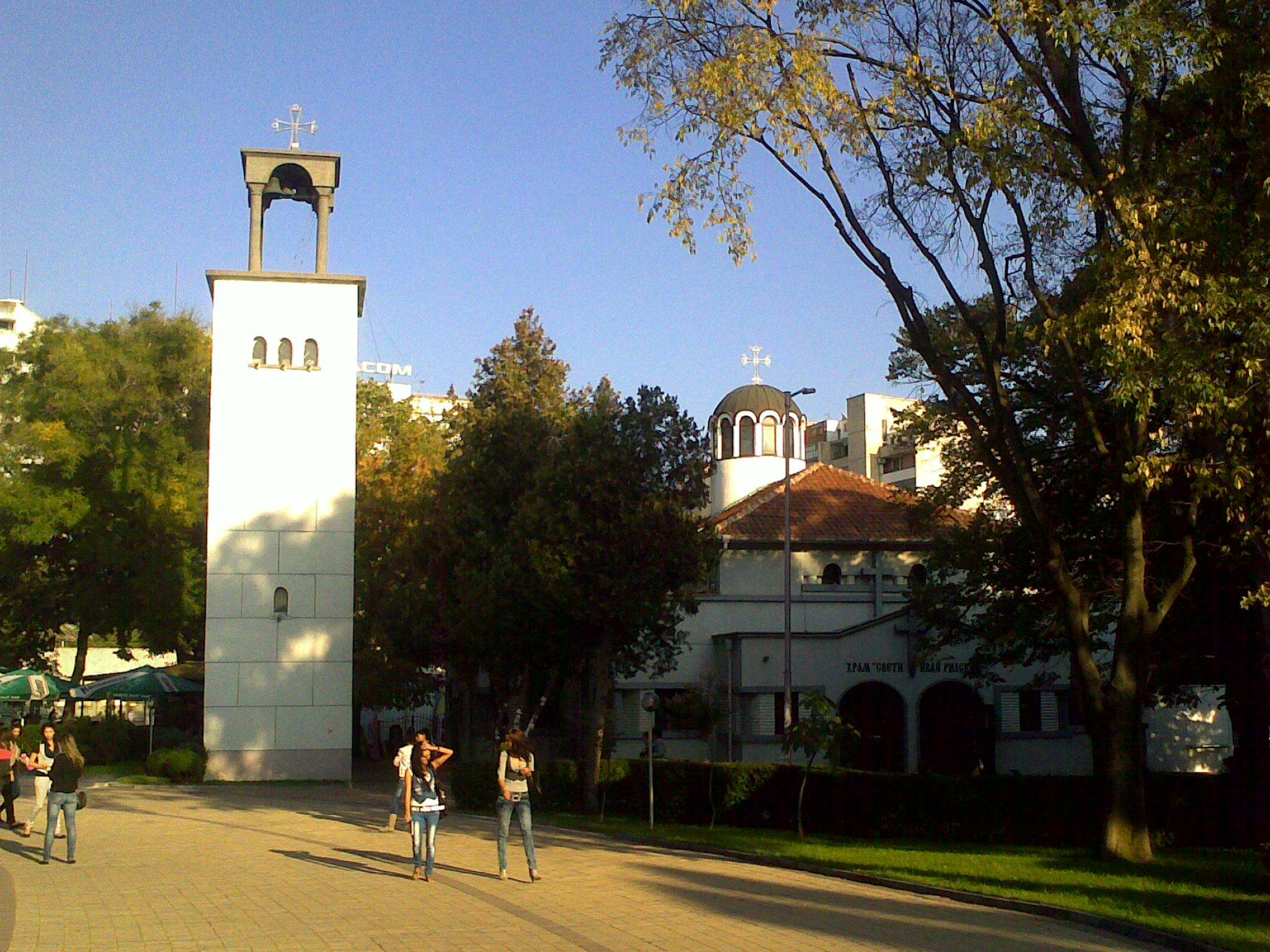
Kirche des Heiligen Iwan Rilskis
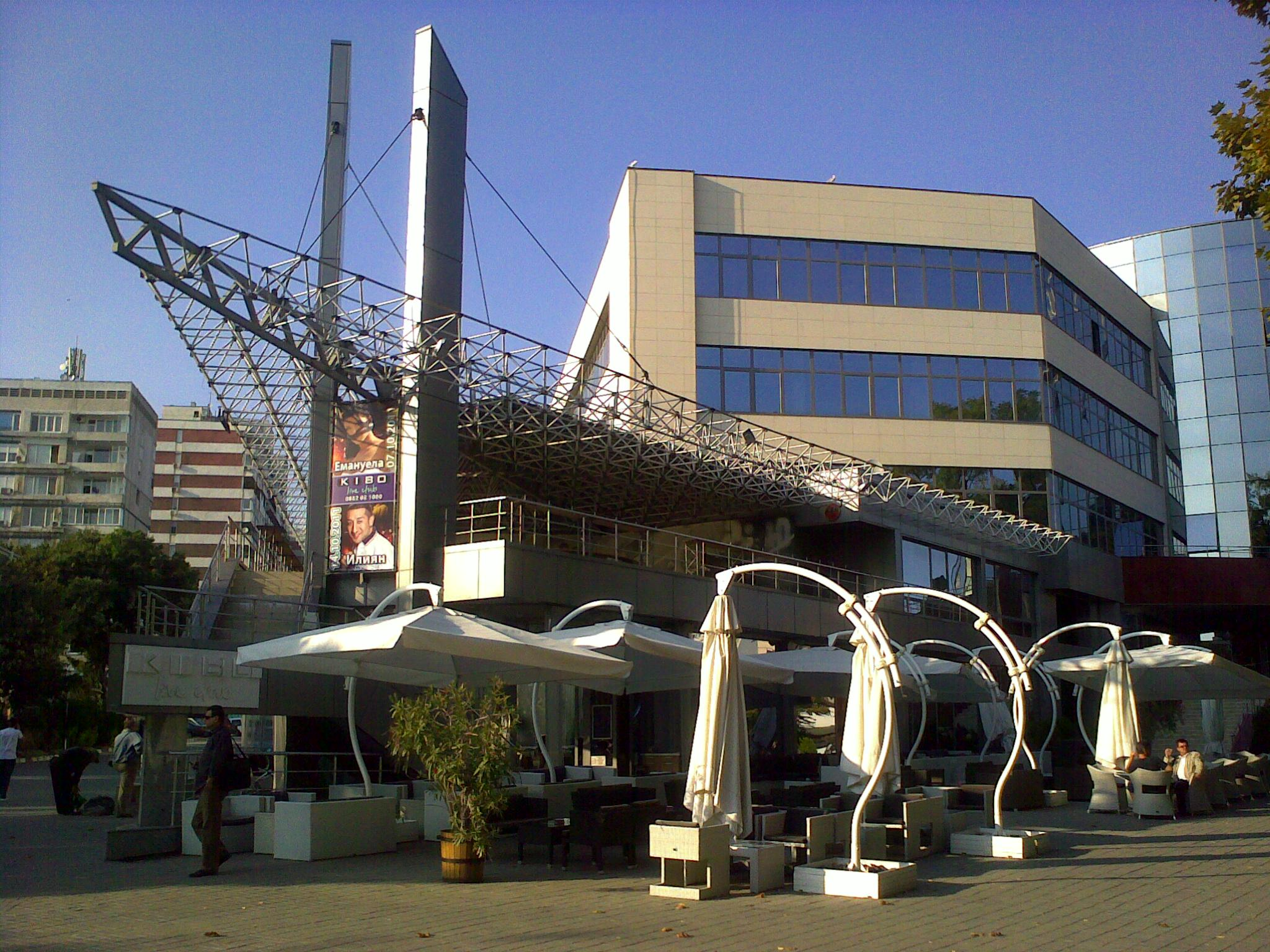
Hauptgebäude der Freien Universität Burgas
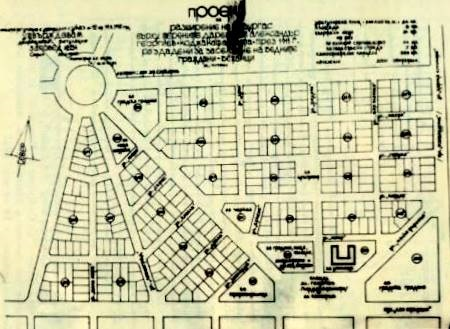
Teil der von Alexandar Georgiew gespendeten Grundstücke im Regulierungsplan von 1913